# Eleição municipal de Pelotas em 2004
A eleição municipal de 2004 na cidade de Pelotas, Rio Grande do Sul, ocorreu no dia 3 de outubro de 2004, para eleger 1 (um) prefeito, 1 (um) vice-prefeito e 15 (quinze) vereadores. As eleições contaram com primeiro e segundo turno para prefeito. O primeiro turno foi disputado por sete candidatos. O segundo turno, que ocorreu no dia 24 de outubro de 2004, foi disputado por Bernardo de Souza, do PPS, e Fernando Marroni, do PT.
O candidato Bernardo de Souza (PPS) foi eleito com 52,38% dos votos válidos. Marroni, atual prefeito e candidato à reeleição, ficou com 47,62% dos votos. A diferença entre os candidatos foi de 9.081 votos no terceiro maior colégio eleitoral do Rio Grande do Sul.
Bernardo de Souza se tornou prefeito pela segunda vez em Pelotas. O candidato do PPS administrou a cidade entre 1983 e 1987. O cargo de vice-prefeito ficou com o candidato Adolfo Antônio Fetter Júnior, do PP.

## Candidatos
| Prefeito(a)           | Prefeito(a) | Prefeito(a) | Coligação                                   | N  | Cargo político anterior                    |
| Candidato(a)          | Partido     | Partido     | Coligação                                   | N  | Cargo político anterior                    |
| --------------------- | ----------- | ----------- | ------------------------------------------- | -- | ------------------------------------------ |
| Adriane Rodrigues     |             | PDT         | —                                           | 12 | Suplente de Deputada Estadual (1999–2003)  |
| Fernando Marroni      |             | PT          | "Frente Popular" (PT, PL, PCdoB)            | 13 | Prefeito de Pelotas (2001–incumbente)      |
| Luiz Eduardo Longaray |             | PMDB        | —                                           | 15 | —                                          |
| Bernardo de Souza     |             | PPS         | "Unidos por Pelotas" (PPS, PP, PTB, PV)     | 23 | Deputado Estadual (1995-incumbente)        |
| Gilberto Cunha        |             | PSDB        | "Aliança Liberta Pelotas" (PMN, PHS, PTdoB) | 33 | —                                          |
| Mário Medeiros        |             | PSB         | —                                           | 40 | Vice-Prefeito de Pelotas (2001-incumbente) |
| Gilberto Cunha        |             | PSDB        | "Mais Pelotas" (PSDB, PFL)                  | 45 | Vereador de Pelotas (2001-incumbente)      |

## Resultados

### Prefeito
As eleições para ocupar o cargo de prefeito da cidade de Pelotas contou com primeiro e segundo turno, tendo como vencedor, o candidato do PPS, Bernardo de Souza. No primeiro turno, o candidato com mais votos foi Fernando Marroni, do PT, com 68.669 votos. No segundo turno, Bernardo de Souza passou à frente, e venceu com 52,38% dos votos válidos, contra 47,62% do opositor.
| Candidatos      | Candidatos                   | 1º Turno 3 de outubro de 2004 | 1º Turno 3 de outubro de 2004 | 2º Turno 24 de outubro de 2004 | 2º Turno 24 de outubro de 2004 |
| Candidatos      | Candidatos                   | Votos                         | %                             | Votos                          | %                              |
| --------------- | ---------------------------- | ----------------------------- | ----------------------------- | ------------------------------ | ------------------------------ |
|                 | Bernardo de Souza (PPS)      | 57.487                        | 30,1 / 100,0                  | 100.088                        | 52,4 / 100,0                   |
|                 | Fernando Marroni (PT)        | 68.669                        | 36,0 / 100,0                  | 91.007                         | 47,6 / 100,0                   |
|                 | Gilberto Cunha (PSDB)        | 26.161                        | 13,7 / 100,0                  |                                |                                |
|                 | Adriane Rodrigues (PDT)      | 23.335                        | 12,2 / 100,0                  |                                |                                |
|                 | Luiz Eduardo Longaray (PMDB) | 8.147                         | 4,3 / 100,0                   |                                |                                |
|                 | Mário Filho (PSB)            | 4.661                         | 2,4 / 100,0                   |                                |                                |
|                 | Zé Luiz (PMN)                | 2.456                         | 1,3 / 100,0                   |                                |                                |
| Votos válidos   | Votos válidos                | 190.916                       | 100,0 / 100,0                 | 191.095                        | 100,0 / 100,0                  |
| Votos válidos   | Votos válidos                | 190.916                       | 94,9 / 100,0                  | 191.095                        | 96,0 / 100,0                   |
| Votos em branco | Votos em branco              | 4.098                         | 2,0 / 100,0                   | 3.145                          | 1,6 / 100,0                    |
| Votos nulos     | Votos nulos                  | 6.217                         | 3,1 / 100,0                   | 4.868                          | 2,4 / 100,0                    |
| Comparecimento  | Comparecimento               | 201.231                       | 100,0 / 100,0                 | 199.108                        | 100,0 / 100,0                  |
| Comparecimento  | Comparecimento               | 201.231                       | 86,3 / 100,0                  | 199.108                        | 85,4 / 100,0                   |
| Abstenções      | Abstenções                   | 31.897                        | 13,7 / 100,0                  | 32.020                         | 14,6 / 100,0                   |
| Eleitorado apto | Eleitorado apto              | 233.128                       | 100,0 / 100,0                 | 233.128                        | 100,0 / 100,0                  |

### Câmara Municipal

#### Resumo
| Resumo (por coligação e partido)    | Resumo (por coligação e partido)            | Resumo (por coligação e partido) | Resumo (por coligação e partido) | Resumo (por coligação e partido) | Resumo (por coligação e partido) |
| Coligações / Partidos Independentes | Coligações / Partidos Independentes         | Votos                            | %                                | Vereadores                       | Vereadores                       |
| ----------------------------------- | ------------------------------------------- | -------------------------------- | -------------------------------- | -------------------------------- | -------------------------------- |
|                                     | Frente Popular (PT / PL / PCdoB)            | 44.302                           | 23,0 / 100,0                     | 4 / 15                           | —                                |
| PT                                  | 37.777                                      | 19,7 / 100,0                     | 3 / 21                           | 1                                |                                  |
| PL                                  | 4.699                                       | 2,4 / 100,0                      | 1 / 15                           | 0                                |                                  |
| PCdoB                               | 1.826                                       | 1,0 / 100,0                      | 0 / 15                           | 0                                |                                  |
|                                     | PP / PV                                     | 26.741                           | 13,9 / 100,0                     | 3 / 15                           | —                                |
| PP                                  | 25.900                                      | 13,5 / 100,0                     | 3 / 15                           | 0                                |                                  |
| PV                                  | 841                                         | 0,4 / 100,0                      | 0 / 15                           | 0                                |                                  |
|                                     | Mais Pelotas (PFL / PSDB)                   | 26.406                           | 13,9 / 100,0                     | 2 / 15                           | —                                |
| PFL                                 | 16.514                                      | 8,6 / 100,0                      | 2 / 15                           | 0                                |                                  |
| PSDB                                | 9.892                                       | 5,3 / 100,0                      | 0 / 15                           | 1                                |                                  |
|                                     | PTB                                         | 21.120                           | 11,0 / 100,0                     | 2 / 15                           | 1                                |
|                                     | PMDB                                        | 20.114                           | 10,5 / 100,0                     | 2 / 15                           | 1                                |
|                                     | PPS                                         | 16.098                           | 8,4 / 100,0                      | 1 / 15                           | 1                                |
|                                     | PSB                                         | 15.490                           | 8,1 / 100,0                      | 1 / 15                           | 1                                |
|                                     | PDT                                         | 11.897                           | 6,2 / 100,0                      | 0 / 15                           | 3                                |
|                                     | Aliança Liberta Pelotas (PMN / PTdoB / PHS) | 9.829                            | 5,1 / 100,0                      | 0 / 21                           | —                                |
| PTdoB                               | 4.295                                       | 2,2 / 100,0                      | 0 / 15                           | 1                                |                                  |
| PMN                                 | 4.038                                       | 2,1 / 100,0                      | 0 / 15                           | 0                                |                                  |
| PHS                                 | 1.496                                       | 0,7 / 100,0                      | 0 / 15                           | 0                                |                                  |
| Votos válidos                       | Votos válidos                               | 191.997                          | 100,0 / 100,0                    | 15 / 15                          | 6                                |
| Votos válidos                       | Votos válidos                               | 191.997                          | 95,4 / 100,0                     |                                  |                                  |
| Votos em branco                     | Votos em branco                             | 5.415                            | 2,7 / 100,0                      |                                  |                                  |
| Votos nulos                         | Votos nulos                                 | 3.819                            | 1,9 / 100,0                      |                                  |                                  |
| Comparecimento                      | Comparecimento                              | 201.231                          | 100,0 / 100,0                    |                                  |                                  |
| Comparecimento                      | Comparecimento                              | 201.231                          | 86,3 / 100,0                     |                                  |                                  |
| Abstenções                          | Abstenções                                  | 31.897                           | 13,7 / 100,0                     |                                  |                                  |
| Eleitorado apto                     | Eleitorado apto                             | 233.128                          | 100,0 / 100,0                    |                                  |                                  |
| Quociente eleitoral                 | Quociente eleitoral                         | 12.799,8                         |                                  |                                  |                                  |

#### Vereadores Eleitos
Foram, no total, quinze vereadores de  eleitos nas eleições municipais de Pelotas, em três de outubro de 2004. Sendo eles, três são do partido PP; três do PT; dois do PFL; dois do PMDB; dois do PTB; um do PSB; um do PL e um do PPS.
| Vereadores eleitos em Pelotas 2004 | Vereadores eleitos em Pelotas 2004 | Vereadores eleitos em Pelotas 2004 | Vereadores eleitos em Pelotas 2004 |
| ---------------------------------- | ---------------------------------- | ---------------------------------- | ---------------------------------- |
| Candidatos                         | Partido                            | Votos                              | Porcentagem                        |
| Jose Sizenando                     | PP                                 | 8.462                              | 4,41%                              |
| Pedrinho                           | PMDB                               | 6.224                              | 3,24%                              |
| Miltinho                           | PT                                 | 5.975                              | 3,11%                              |
| Miriam Marroni                     | PT                                 | 5.353                              | 2,79%                              |
| Cururu                             | PFL                                | 4.643                              | 2,42%                              |
| Ademar Ornel                       | PFL                                | 4.185                              | 2,18%                              |
| Adalim Medeiros                    | PMDB                               | 3.868                              | 2,01%                              |
| Valdomiro Vem Aí                   | PL                                 | 3.301                              | 1,72%                              |
| Idemar Barz                        | PTB                                | 3.182                              | 1,66%                              |
| Diosma                             | PP                                 | 3.042                              | 1,58%                              |
| Mansur Macluf                      | PP                                 | 2.841                              | 1,48%                              |
| Ivan Duarte                        | PT                                 | 2.831                              | 1,47%                              |
| Zequinha dos Rodoviários           | PTB                                | 2.771                              | 1,44%                              |
| Otávio Soares                      | PSB                                | 2.535                              | 1,32%                              |
| Adinho                             | PPS                                | 1.733                              | 0,90%                              |